# Raphaël Guerreiro
Raphaël Adelino José Guerreiro (Le Blanc-Mesnil, Francia, 22 de diciembre de 1993) es un futbolista portugués que juega de defensa en el Bayern de Múnich de la Bundesliga de Alemania.

## Trayectoria

### S. M. Caen
Guerreiro nació en Le Blanc-Mesnil, Francia, de padre portugués y madre francesa. Debutó como profesional el 27 de julio de 2012 ante el Ajaccio en la primera fecha de la Ligue 2, a pesar de ser su primer partido con el primer plantel, jugó todo el partido y empataron 0 a 0. Anotó su primer gol oficial el 8 de febrero de 2013 ante el Sedan, el partido terminó 2 a 0. Jugó todos los partidos de la liga y su equipo finalizó cuarto, no ascendieron a la máxima categoría por 6 puntos.

### F. C. Lorient
Para la temporada 2013-14, el Football Club Lorient, equipo de la primera división francesa, lo contrató por 3 millones de euros. Se afianzó en su puesto y todos los partidos que jugó, fueron como titular. Debido a su gran actuación fue citado a la selección sub-21 de Portugal. Con su club, finalizaron octavos en la Ligue 1.
La temporada 2014-15 comenzó bien, derrotando en el primer partido al Mónaco por 2 a 1 como visitantes el 10 de agosto de 2014. Mantuvo su nivel y convirtió su primer gol en la máxima categoría el 1 de noviembre para abrir el partido ante el PSG, pero perdieron 2 a 1. Para la vigésimo tercera fecha, producto de perder 9 partidos, empatar 1 y ganar 3, su equipo se encontró en la última posición de la liga. A pesar de eso fue convocado para la selección absoluta de Portugal para jugar las fechas FIFA de noviembre.
Llorient finalizó el campeonato en la posición 16 y mantuvo la categoría, quedó a 6 puntos del descenso. Guerreiro jugó 34 partidos y anotó 7 goles, además disputó 2 partidos por las copas nacionales, pero fueron eliminados de inmediato.
Fue titular nuevamente en la temporada 2015-16, en la Ligue 1 fueron irregulares y finalizaron decimoquintos. Pero en la Copa de Francia, llegaron hasta las semifinales, instancia en la que se enfrentaron al PSG y perdieron 1 a 0. En la Copa de la Liga, cayeron en cuartos de final ante Bordeaux. Raphaël totalizó 41 partidos y 3 goles entre todas las competencias.

### Alemania
El 16 de junio de 2016 fue anunciado como nuevo fichaje del Borussia Dortmund por unos 12 millones de euros. Estuvo siete campañas en el club, con el que ganó la Copa de Alemania en dos ocasiones, y se marchó en junio de 2023 una vez expiró su contrato. Entonces siguió su carrera en el Bayern de Múnich, equipo con el que firmó hasta junio de 2026.

## Selección nacional

### Categorías inferiores
De padre portugués y madre francesa, recibió ofertas de Francia y de Portugal para ser parte de la selección, nació y vivió siempre en el país galo pero se decidió por los lusos.
Se integró a la selección sub-21 de Portugal y disputó partidos para lograr la clasificación a la Eurocopa sub-21. Su selección ganó todos los partidos que jugó y clasificó al torneo.

### Absoluta
El 7 de noviembre de 2014 fue convocado por Fernando Santos para las fechas FIFA de noviembre.
Debutó con la selección absoluta el 14 de noviembre ante Armenia por la clasificación para la Eurocopa de 2016, jugó todo el partido y ganaron 1 a 0 con tanto de Cristiano Ronaldo.
En su segundo partido, el 18 de noviembre, marcó su primer gol con la absoluta, en un amistoso contra Argentina jugado en Old Trafford, gracias a su gol en el último minuto del encuentro, le ganaron al equipo sudamericano, por 1 a 0, luego de 42 años.
El 17 de mayo de 2018 el seleccionador Fernando Santos lo incluyó en la lista de 23 para el Mundial.

#### Participaciones en absoluta
| Competición                    | Sede    | Resultado        | Partidos | Goles |
| ------------------------------ | ------- | ---------------- | -------- | ----- |
| Eurocopa 2016                  | Francia | Campeón          | 5        | 0     |
| Copa Mundial de Fútbol de 2018 | Rusia   | Octavos de final | 4        | 0     |
| Eurocopa 2020                  | Europa  | Octavos de final | 4        | 1     |
| Copa Mundial de Fútbol de 2022 | Catar   | Cuartos de final | 4        | 1     |

## Estadísticas

### Clubes
Actualizado al 16 de agosto de 2025.
| Club | Div.          | Temporada     | Liga  | Liga  | Copas nacionales(1) | Copas nacionales(1) | Copas internacionales(2) | Copas internacionales(2) | Total | Total |
| Club | Div.          | Temporada     | Part. | Goles | Part.               | Goles               | Part.                    | Goles                    | Part. | Goles |
| --- | ------------- | ------------- | ----- | ----- | ------------------- | ------------------- | ------------------------ | ------------------------ | ----- | ----- |
| S. M. Caen Francia | 2.ª           | 2012-13       | 38    | 1     | 3                   | 0                   | –                        | –                        | 41    | 1     |
| S. M. Caen Francia | Total club    | Total club    | 38    | 1     | 3                   | 0                   | 0                        | 0                        | 41    | 1     |
| F. C. Lorient Francia | 1.ª           | 2013-14       | 34    | 0     | 0                   | 0                   | –                        | –                        | 34    | 0     |
| F. C. Lorient Francia | 1.ª           | 2014-15       | 34    | 7     | 2                   | 0                   | –                        | –                        | 36    | 7     |
| F. C. Lorient Francia | 1.ª           | 2015-16       | 34    | 3     | 7                   | 0                   | –                        | –                        | 41    | 3     |
| F. C. Lorient Francia | Total club    | Total club    | 102   | 10    | 9                   | 0                   | 0                        | 0                        | 111   | 10    |
| Borussia Dortmund · Alemania | 1.ª           | 2016-17       | 24    | 6     | 5                   | 0                   | 6                        | 1                        | 35    | 7     |
| Borussia Dortmund · Alemania | 1.ª           | 2017-18       | 9     | 1     | 2                   | 0                   | 4                        | 1                        | 15    | 2     |
| Borussia Dortmund · Alemania | 1.ª           | 2018-19       | 23    | 2     | 3                   | 0                   | 6                        | 4                        | 32    | 6     |
| Borussia Dortmund · Alemania | 1.ª           | 2019-20       | 29    | 8     | 1                   | 0                   | 8                        | 0                        | 38    | 8     |
| Borussia Dortmund · Alemania | 1.ª           | 2020-21       | 27    | 5     | 5                   | 0                   | 8                        | 1                        | 40    | 6     |
| Borussia Dortmund · Alemania | 1.ª           | 2021-22       | 23    | 4     | 1                   | 0                   | 4                        | 1                        | 28    | 5     |
| Borussia Dortmund · Alemania | 1.ª           | 2022-23       | 27    | 4     | 3                   | 0                   | 6                        | 2                        | 36    | 6     |
| Borussia Dortmund · Alemania | Total club    | Total club    | 162   | 30    | 20                  | 0                   | 42                       | 10                       | 224   | 40    |
| Bayern de Múnich · Alemania | 1.ª           | 2023-24       | 20    | 3     | 1                   | 0                   | 7                        | 0                        | 28    | 3     |
| Bayern de Múnich · Alemania | 1.ª           | 2024-25       | 23    | 4     | 2                   | 0                   | 13                       | 1                        | 38    | 5     |
| Bayern de Múnich · Alemania | 1.ª           | 2025-26       | 0     | 0     | 1                   | 0                   | 0                        | 0                        | 1     | 0     |
| Bayern de Múnich · Alemania | Total club    | Total club    | 43    | 7     | 4                   | 0                   | 20                       | 1                        | 67    | 8     |
| Total carrera | Total carrera | Total carrera | 345   | 48    | 36                  | 0                   | 62                       | 11                       | 443   | 59    |
| (1)Incluidos datos de Francia: Copa de la Liga (2012-13, 2014-16), la Copa (2012-16) / Alemania: DFB-Pokal (2016-act.), DFL-SuperCup (2019 y 2025). (2)Incluidos los datos de la Liga de Campeones (2016-act.), Liga Europa de la UEFA (2017-18, 2021-22), Copa Mundial de Clubes de la FIFA (2025). |               |               |       |       |                     |                     |                          |                          |       |       |

## Palmarés

### Títulos nacionales
| Título                | Club              | País     | Año  |
| --------------------- | ----------------- | -------- | ---- |
| Copa de Alemania      | Borussia Dortmund | Alemania | 2017 |
| Supercopa de Alemania | Borussia Dortmund | Alemania | 2019 |
| Copa de Alemania      | Borussia Dortmund | Alemania | 2021 |
| Bundesliga            | Bayern de Múnich  | Alemania | 2025 |
| Supercopa de Alemania | Bayern de Múnich  | Alemania | 2025 |

### Títulos internacionales
| Título                      | Club (*)              | País     | Año  |
| --------------------------- | --------------------- | -------- | ---- |
| Eurocopa                    | Selección de Portugal | Francia  | 2016 |
| Liga de Naciones de la UEFA | Selección de Portugal | Portugal | 2019 |

(*) Incluyendo la selección.

### Distinciones individuales
| Distinción                                                                    | Año  |
| ----------------------------------------------------------------------------- | ---- |
| Parte del Equipo del Torneo de la Eurocopa                                    | 2016 |
| Parte de los 100 mejores futbolistas del mundo (#48) según medio FourFourTwo  | 2016 |
| Parte de los 100 mejores futbolistas del mundo (#74) según medio The Guardian | 2016 |